# Baunei
Baunei è un comune italiano di 3 352 abitanti della provincia dell'Ogliastra nella subregione dell'Ogliastra nella Sardegna centro orientale.

## Geografia fisica

### Territorio

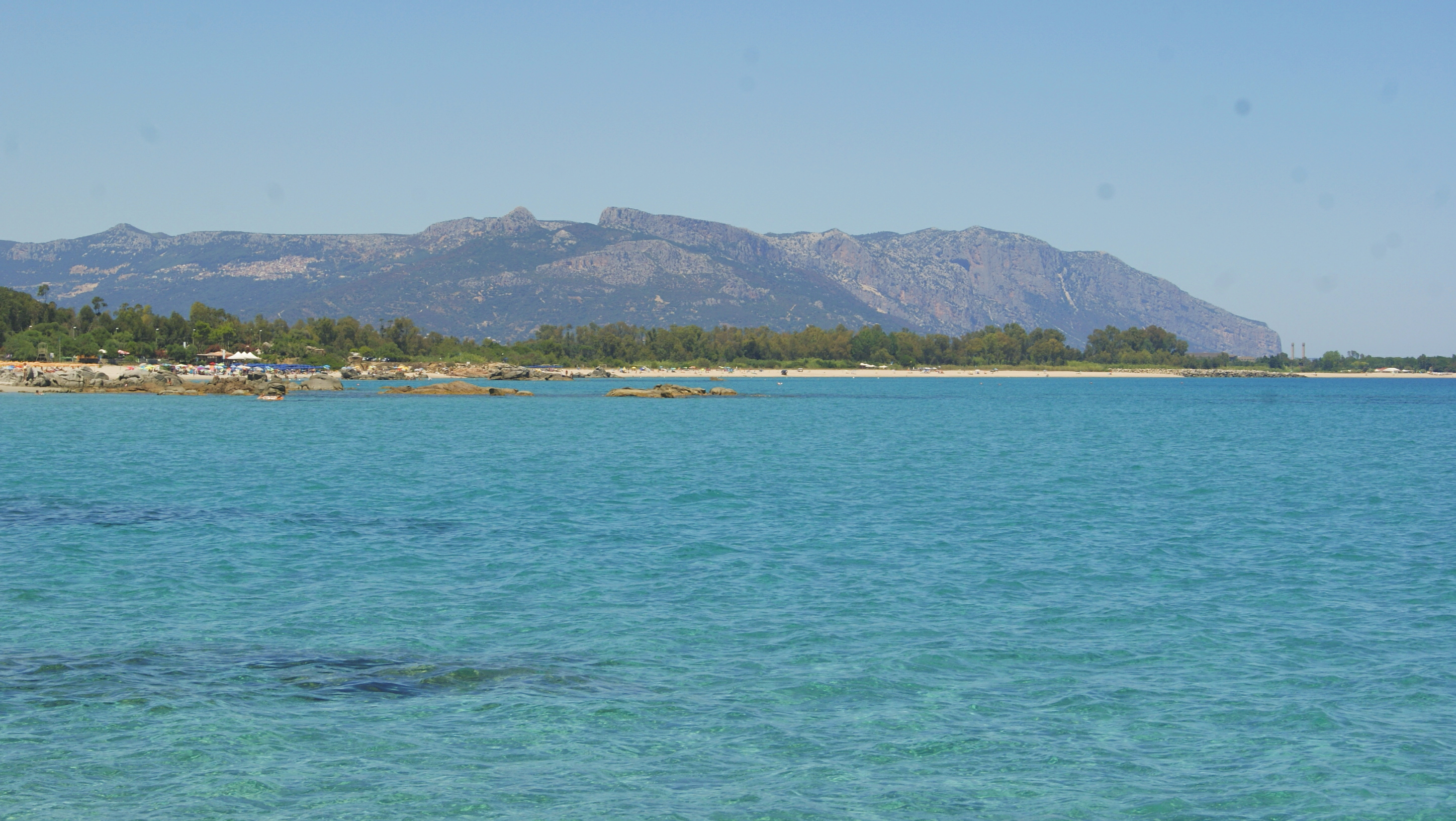
Il Supramonte di Baunei visto da Lido Orrì

Il territorio di Baunei, punteggiato quasi ovunque da rocce calcaree, si distende nel tratto centro-orientale della Sardegna, nella provincia di Nuoro, un'area di cui rappresenta storicamente e geograficamente il confine a nord dell'Ogliastra, a ridosso di Codula Elune, un'area incontaminata che sfocia nell'omonima cala, più nota ai turisti come cala Luna.
L'agglomerato più importante di Baunei si allunga su un costone calcareo esposto a sud-ovest, suddiviso dalla S.S. 125 (la cosiddetta "Orientale Sarda") che lo connette al quartiere di monte Colcau. A una distanza di 8 km si affaccia sul golfo di Arbatax la frazione di Santa Maria Navarrese, confinante con il borgo di Tancau sul Mare, frazione di Lotzorai.
Anche se Baunei si apre sempre di più a valorizzare turisticamente le sue coste, rimane il netto profilo montano del borgo principale, segnato dall'essere stato per secoli un paese di pastori e caprai. Nel particolare e ripido centro storico spicca la chiesa parrocchiale dedicata a san Nicola di Bari, il cui impianto seicentesco è stato rimaneggiato nel corso del XX secolo. La chiesa è caratterizzata da una copertura a cupola e da un portale ornato, separato dal corpo centrale con funzioni di finta facciata.

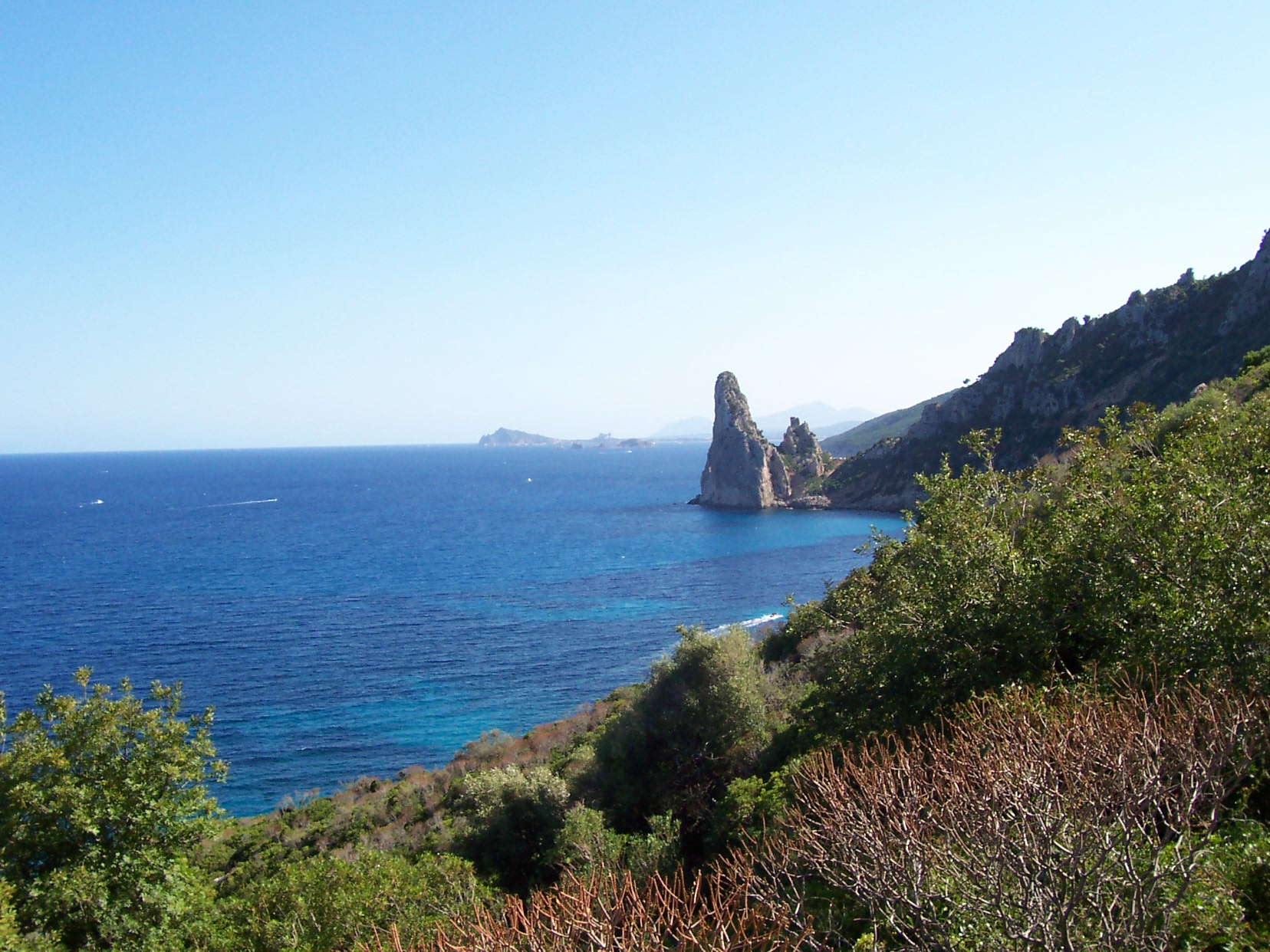
Pedra Longa

Una scoscesa strada asfaltata lunga 4 km si distacca dalla SS 125 e raggiunge Pedra Longa, un pinnacolo aguzzo di roccia calcarea di 128 m che si erge come una guglia direttamente dal mare. Dietro di esso spiccano le cime dei monti Argennas (711 m), Giradili (757 m), Ginnirco (811 m), che si affacciano ripidissimamente sul Mar Tirreno.
Grazie all'esposizione e all'altitudine di 480 m, Baunei si sporge sull'Ogliastra contemplando un anfiteatro di colline e montagne (fra le quali la punta S'Abbadorgiu) su cui si stagliano le vette più alte del Gennargentu.
Quasi tutto l'esteso territorio comunale, 216 km², si sviluppa oltre i 400 m di altitudine, ed è solcato da valli profonde e strette, le codule, tracce di torrenti che sfociano sul mar Tirreno punteggiando estese e ripidissime pareti calcaree, tra falesie, calette, rupi, doline, canyon e valli carsiche. Nell'altopiano di Golgo si apre Su Sterru, la voragine carsica più profonda d'Europa, nei cui pressi si trovano le antiche pozze denominate "As Piscinas" e la chiesa campestre dedicata a san Pietro.
In rapporto a questo territorio non particolarmente fertile, Baunei ha sempre bilanciato la sua economia fra terreni di proprietà comunale e terreni di proprietà privata, mantenendo pressoché incontaminati quasi 40 km di costa e un entroterra originale: tra zone dipinte di blu e di verde, è uno dei tratti più belli, aspri e selvaggi del litorale italiano, con qualità naturalistiche uniche nel mar Mediterraneo.
Il patrimonio faunistico e naturalistico è al centro di sentieri per il trekking, spesso non tracciati con segnavia, che richiedono un cauto approccio, dovuto alla conformazione e l'estensione del territorio stesso; la cosa ha fatto sì che oggi possiamo godere di paesaggi intatti, antichi e immutati. Fortunatamente le guide specializzate accompagnano ogni anno migliaia di esploratori attratti dai paesaggi aspri e dalla presenza di 120 insediamenti risalenti alla civiltà nuragica, 20 tombe dei giganti, 5 templi d'adorazione, e altre opere megalitiche antichissime. 
Un famoso sentiero escursionistico dedicato al trekking è ad esempio il  Selvaggio Blu.

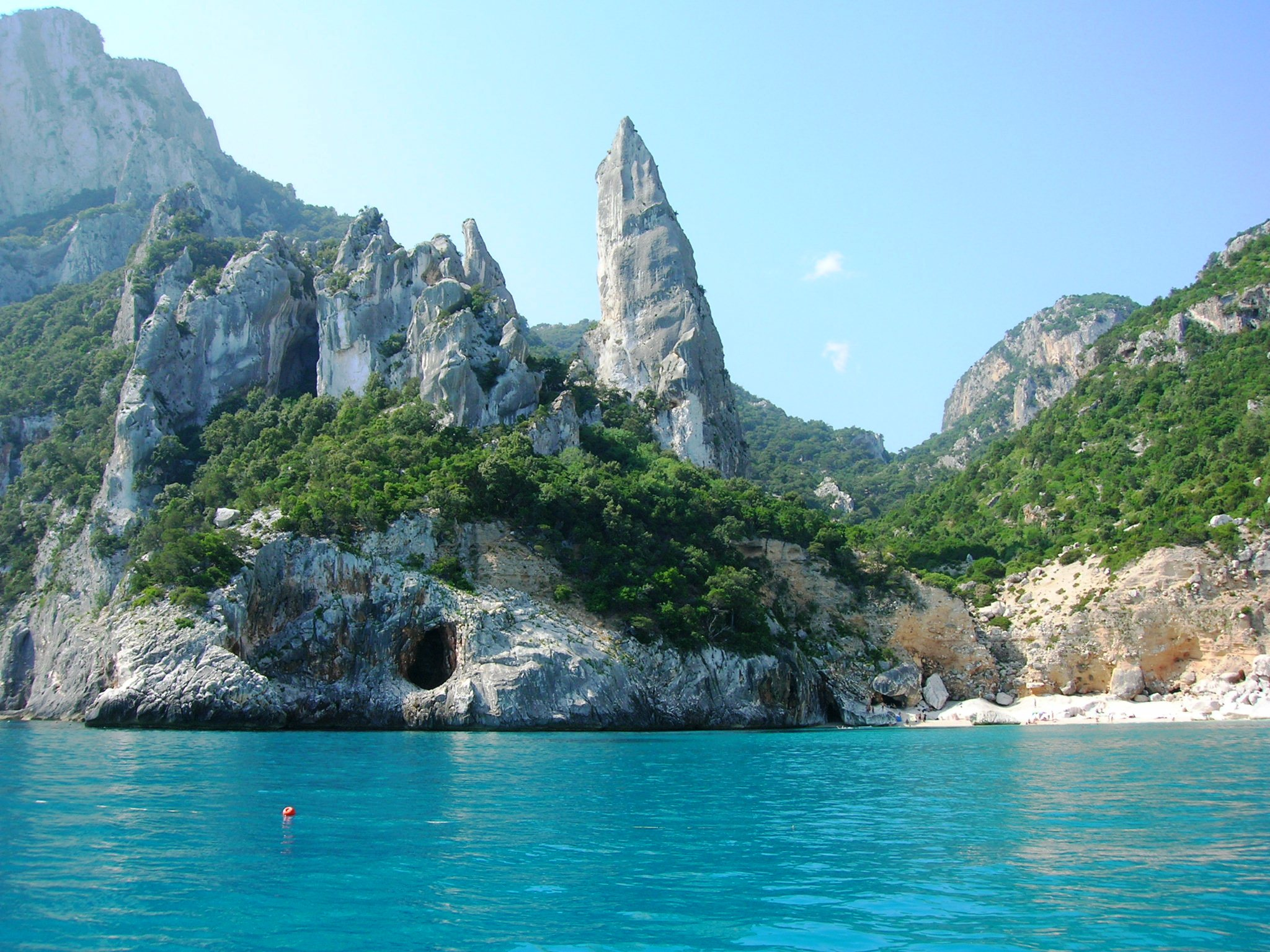
Il monolite che caratterizza cala Goloritzé

Le poche spiagge si raggiungono via terra attraverso mulattiere oppure via mare lungo tratti di costa incantevoli. Le più note sono: cala Mariolu (in sardo viene chiamata Ispuligidenie o Ispuligedenie", cioè pulci di neve) cala Goloritzé, Cala dei Gabbiani, Piscine di Venere, cala Elune (o cala Luna), cala Biriala, cala Sisine.
La flora deriva dalla foresta primaria mediterranea. Predomina la macchia mediterranea, con esemplari di leccio che contano diversi secoli di vita. Diffuso è il ginepro, soprattutto nell'antica e intricata boscaglia che ricopre il capo di Monte Santo.
La fauna è contraddistinta da alcune specie rare, incluse alcune riportate nella Red List dell'Unione internazionale per la conservazione della natura poiché a rischio di estinzione. Sino a qualche decennio fa veniva spesso avvistata la foca monaca; ora questo accade raramente, pare si sia ridotta a pochi esemplari. La costa fa parte degli areali del gabbiano corso, che nidifica solo in ambienti particolarmente intatti. Nidifica inoltre il falco della regina (Falco Eleonorae), che in questo territorio ha la sua colonia mediterranea più popolosa. Sono altresì presenti l'aquila reale, il muflone, l'astore, il falco pellegrino, l'aquila del Bonelli.

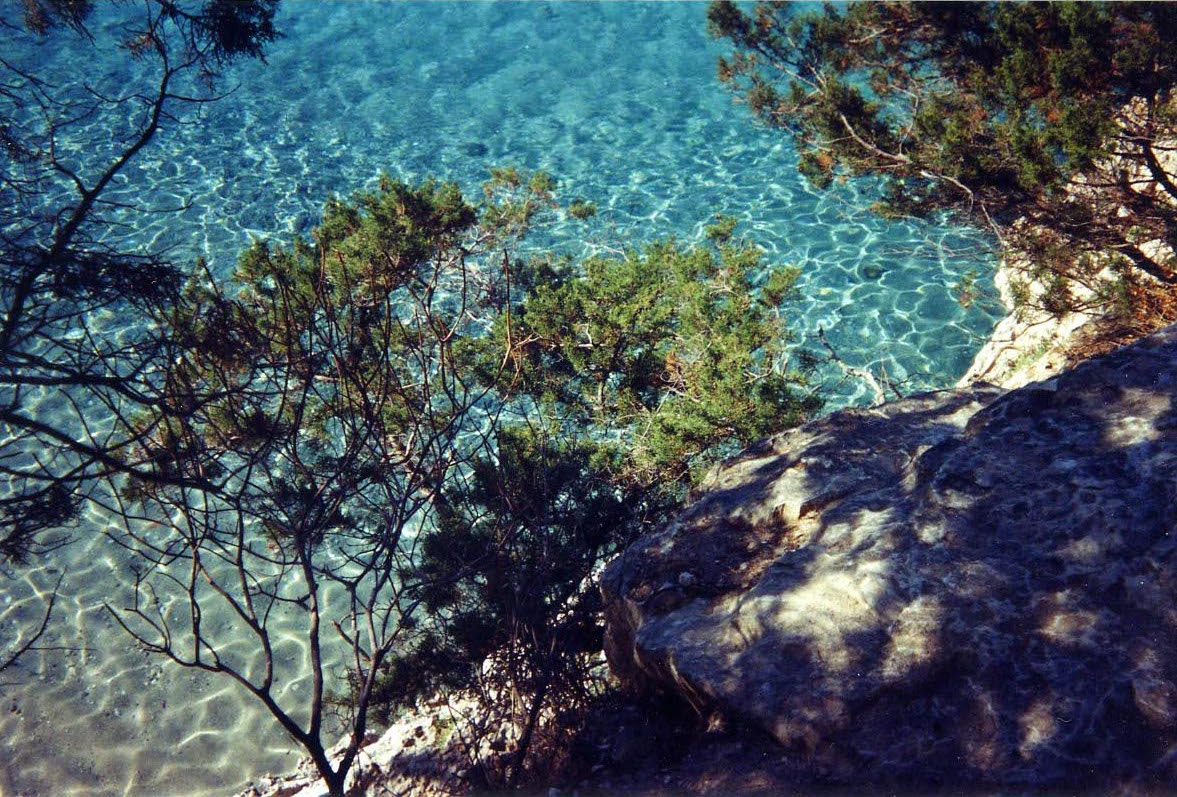
Cala Luna

Anche l'ecosistema marino non risente particolarmente del modesto inquinamento derivante dagli abitati di Santa Maria Navarrese e della frazione di Dorgali, cala Gonone. Le praterie sottomarine di fanerogame e posidonia oceanica si sviluppano estesamente per tutto l'arco del litorale a profondità non raggiunte in altri siti dalle specie, grazie alla qualità ambientale.
I quartieri o meglio ancora i vicinati "us bigginaus" sono: Sa Frissa, Sant'Antoni, Filerie, Sa Succargia, S'orgioledda Su Murcone, Sa Terra Segada, Monte Longu, Locassaro, Biddasusu, Santas Aeras, Su Monte Colcau, Monte Forru, Funtanedda, Pedra Niedda, Arsidoli, Su monte coedda, Plass'e Clesia, Genn'e Su Monte, Scaleddas, Dodoliai, Serraenna, Sa Pedreina, Sa Corona, Su Suergeddu, Domm'e Maggiolu, Sa Carrera.

## Origini del nome

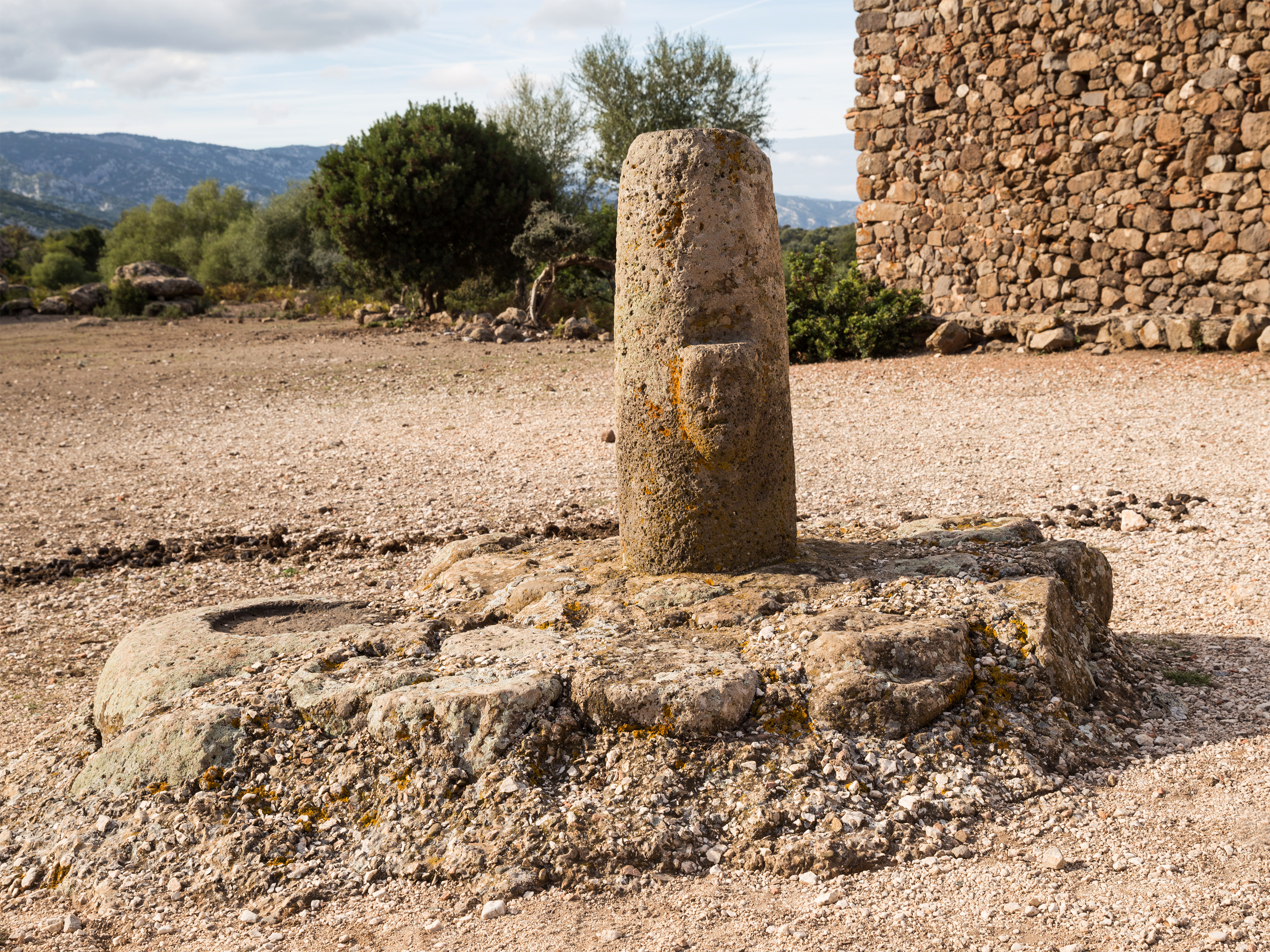
Betilo di San Pietro di Golgo

Tra le diverse ipotesi sul toponimo Baunei, una suppone che derivi da una voce affine al greco "bainos", ossia una fornace per la fusione dei metalli o per cuocere le tipiche rocce calcaree fino a ottenere calce.
La prima volta che appare il nome Baunei in modo documentato risale al 1316 nell'elenco delle ville della curatorìa d'Ogliastra, Quirra, Sarrabus e Colostrai. Nell'Archivio Generale della Corona di Aragona, nel registro delle imposte esatte da Pisa viene menzionato come "Baunei de Montibus Judicatus Ullastre".

## Storia

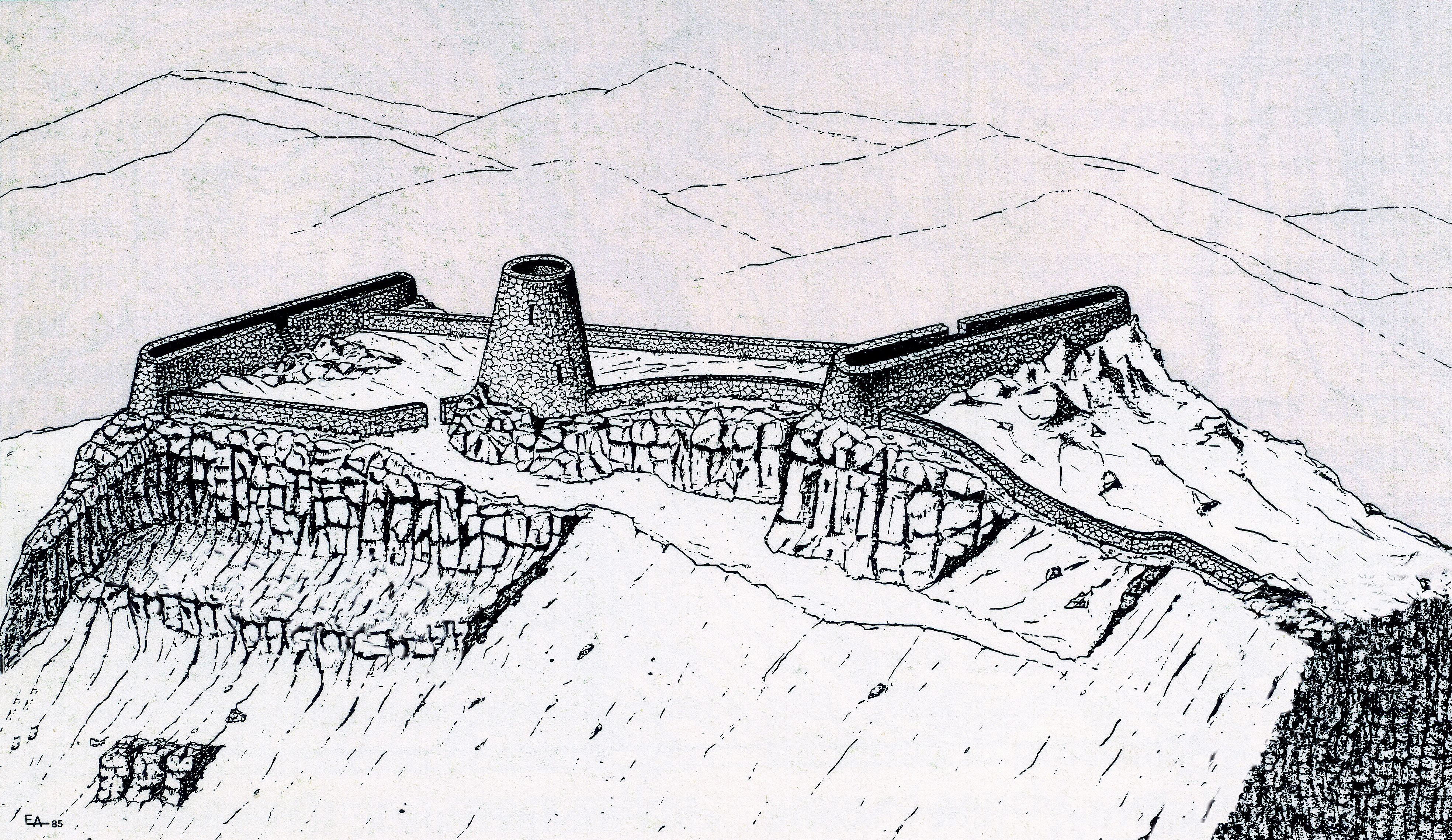
Fortezza nuragica di Doladorgiu

Le più antiche testimonianze della presenza dell'uomo in questo territorio risalgono all'epoca neolitica e sono state rintracciate nella grotta "de su marinaiu", a Cala Elune (Cala Luna). La successiva civiltà nuragica dell'età del bronzo ha lasciato significative testimonianze.
La villa appartenne nel Medioevo al giudicato di Cagliari e fece parte della curatoria di Ogliastra. Alla caduta del giudicato (1258) il territorio passò sotto il dominio della Repubblica di Pisa. Nel 1324, a seguito della conquista aragonese della Sardegna, tutto il territorio entra a far parte del Regno di Sardegna, uno dei tanti regni che formavano la Corona d'Aragona. 

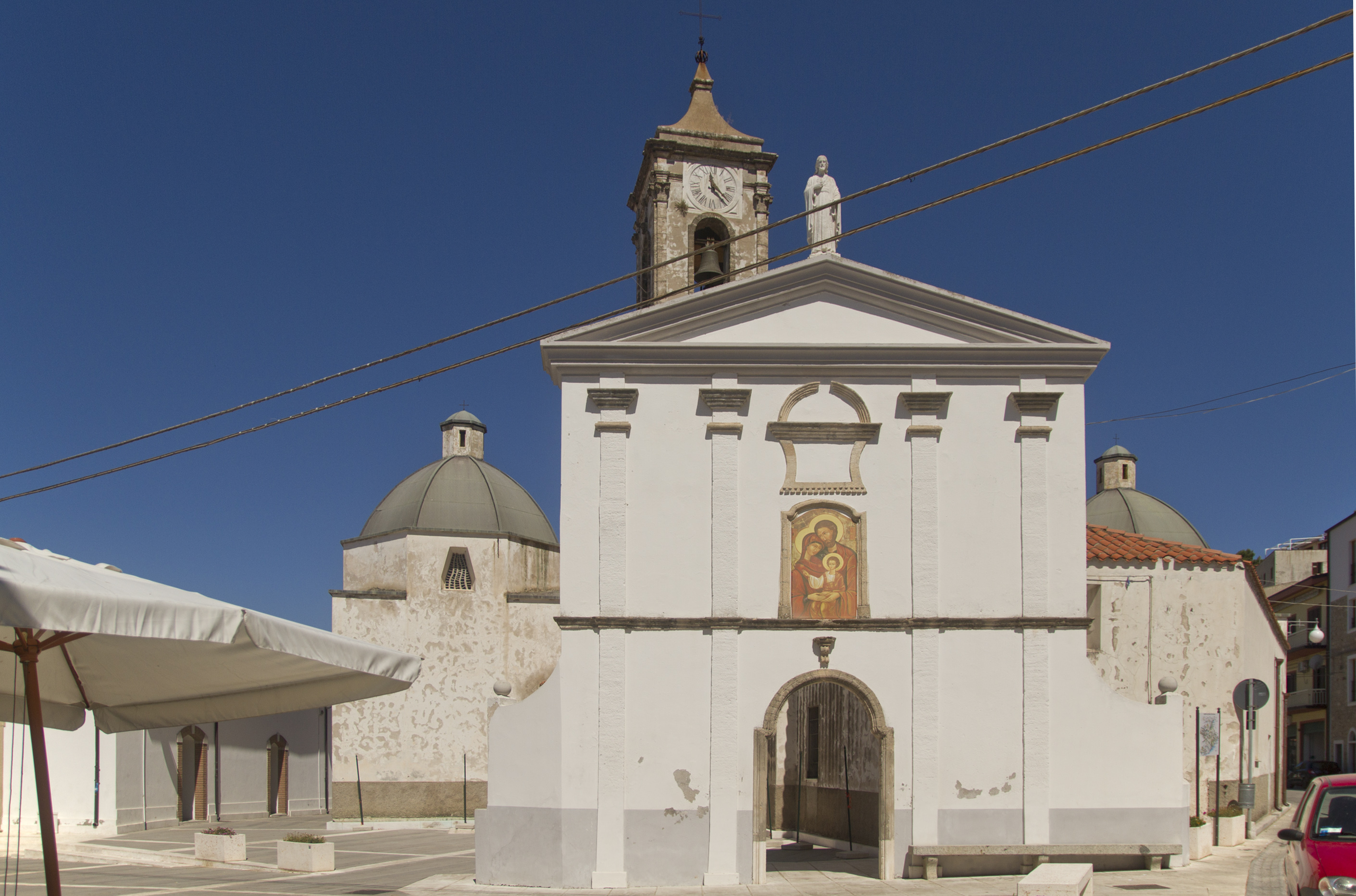
Parrocchiale di San Nicola

Baunei riappare nel ripartimento de Cerdeña del 1358, dove si elencano le imposte aragonesi spettanti ai locali feudatari. Tale documento registra un'economia debole in una realtà demograficamente modesta.
Il paese fu incorporato nel 1363 nella Contea di Quirra, feudo dei Carroz, insieme ai vicini paesi di Ardali e Manuri. Nel 1603 la contea fu trasformata in marchesato dal Re di Spagna Filippo III, e la signoria passò prima ai Centelles e poi agli Osorio; Ardali e Manuri decaddero e furono abbandonati, e solo Baunei mantenne la sua importanza.
Nel litorale è presente il piccolo porto di Santa Maria Navarrese, nel quale avvennero frequenti sbarchi barbareschi, quasi sempre respinti.
Il paese crebbe poi con l'incorporamento dei territori dei villaggi di Osono ed Eltili, poi spopolatisi del tutto. Il paese venne poi riscattato agli Osorio nel 1839 con la soppressione del sistema feudale, per divenire un comune amministrato da un sindaco e da un consiglio comunale.
Nel 1806 Baunei fu inglobato nella provincia di Tortolì, poi soppressa nel 1857, quando si creò il Circondario di Lanusei fino al 1927. In quell'anno fu costituita la provincia di Nuoro. Baunei ne fece parte sino all'istituzione della provincia dell'Ogliastra, operativa a partire dal 2005, soppressa poi nel 2016 e confluita nuovamente nella provincia di Nuoro.

### Simboli
Lo stemma e il gonfalone del Comune di Baunei sono stati concessi con decreto del presidente della Repubblica del 13 febbraio 2006.
(D.P.R. 13 febbraio 2006)
Il gonfalone è un drappo di giallo.

## Società

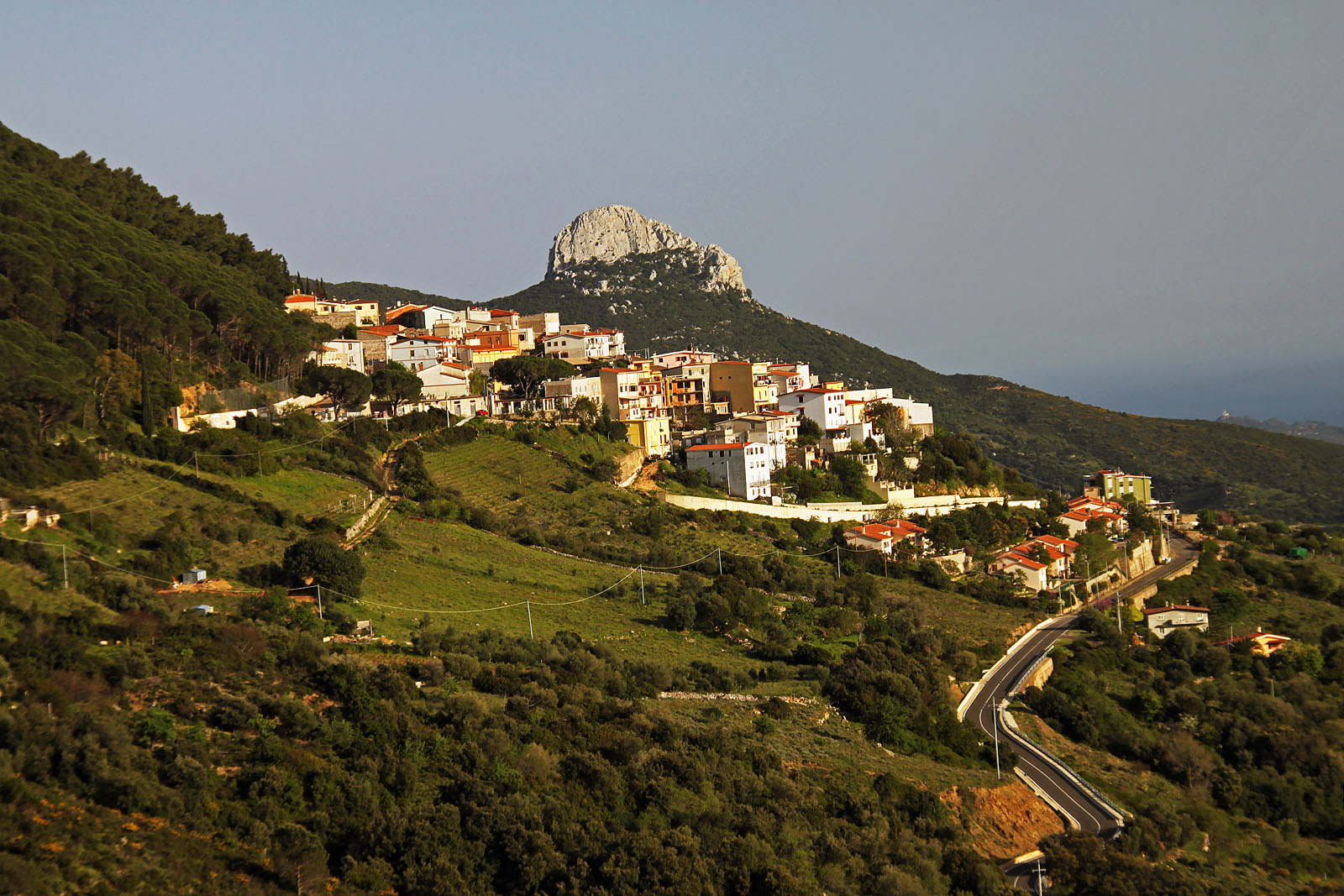
Vista del paese

### Evoluzione demografica
Abitanti censiti

### Etnie e minoranze straniere
Al 31 dicembre 2010 la popolazione straniera conta 36 unità. I gruppi con più di un elemento sono:
- Germania 22
- Romania 7
- Regno Unito 2

### Lingue e dialetti
La variante del sardo parlata a Baunei è riconducibile alla Limba de mesania.
La varietà di Baunei e Santa Maria Navarrese è molto peculiare e presenta delle caratteristiche pressoché uniche all'interno del panorama sardo, insieme ad alcuni tratti comuni ad altre parlate della zona. Vediamole insieme:
- Armonia vocalica: i sostantivi e gli aggettivi che terminano in -u possono formare il plurale in due modi diversi: se la penultima vocale prima della terminazione è una vocale media, quindi /ɛ, e/ oppure /ɔ, o/, l'uscita del plurale sarà in -os; altrimenti, se la penultima vocale è qualsiasi altra (/a, i, u/), il plurale uscirà in -us. Ad esempio: sa manu > as manus ("la mano, le mani"), s'istiddu > us istiddus ("la goccia, le gocce"); ma sa dommu > as dommos ("la casa, le case"), su contu > us contos ("il racconto/conto, i racconti/conti"), su beccu > us beccos ("il montone, i montoni").[7]
- I pronomi complemento, in posizione isolata, sono ddu, dda, ddus, ddas, come in campidanese (ad es.: dda canto "la canto"). Tuttavia, in posizione clitica (vale a dire, quando unito ad un verbo), il pronome ddu segue la regola dell'armonia vocalica (vedi sopra) e al plurale diventa -ddus o -ddos a seconda dei casi. Ad es.: naramiddu > naramiddus ("dimmelo, dimmeli"), ma comporandoddu > comporandoddos ("comprandolo, comprandoli"). Come in campidanese, l'accento tonico negli esempi citati è sempre sulla penultima sillaba.
- Gerundio con uscita in -ando, -endo, -indo a seconda della coniugazione, ad es.: ammarrando, benendo, drommindo ("zappando, venendo, dormendo").
- Conservazione della pronuncia -nt finale nella 3ª persona plurale dei verbi, ad es. andànt [anˈdant(a)] "andavano", come in campidanese (attenzione: nel verbo àere "avere", la vocale paragogica della 3ª pers. plur. del presente indicativo è [ɛ]: ant [ˈant(ɛ)] "hanno").
- Conservazione di /l/ latina, in nessi come FL, PL, CL, C'L: ad es. FLORE(M) > flore [ˈflɔɾɛ] "fiore", OC'LU(M) > oglu "occhio", PLUS > plus "più", ECCLESIA > clesia "chiesa", CLARUM > claru "chiaro" .[8]
In effetti, in generale si può dire che il baunese conservi [l] latina prima e dopo consonante.
- Gli articoli determinativi plurali sono us (maschile) e as (femminile), ad es.: us isteddos "le stelle", as manus "le mani".[9]
A Santa Maria Navarrese è usato anche l'articolo is (tipico del campidanese), ma solo per indicare gli orari (ad es. de is duas a is tres, "dalle due alle tre"): si tratta di un influsso del vicino paese di Lotzorai, dove is è l'unico articolo determinativo plurale usato. La frazione di Santa Maria Navarrese è più esposta a questo influsso a causa della maggiore vicinanza a Lotzorai.
- Come in altre varietà della Sardegna centro-orientale, rotacismo di /s/ finale prima di consonanti diverse da {s, c, l}: as piccioccas [ˈar piˈttʃɔkkaz(a)] "le ragazze".
- Come il logudorese-nuorese, il baunese conserva {e, o} finali (seguite o meno da consonante), generalmente nelle stesse posizioni in cui le aveva il latino: ad es. EGO CANTO > geo canto "io canto", LIBRU(M) > libru "libro"; AMORE(M) > amore, VENIT > benit "viene".[10]
- LJ latino > [dʒ], ad es.: FILIU(M) > figiu "figlio", FOLIA(M) > fogia "foglia"; anche VOLEO > *VOLIO > bogio "voglio". Questo è un esito tipico anche delle varietà del barbaricino centrale.
- Come in italiano e in campidanese, J e G(I, E) latini a inizio parola convergono in [dʒ]: GENTE(M) > gente, IURARE > giurare.
- Progressiva palatalizzazione e sonorizzazione di C intervocalica latina, che passa a [dʒ]: DECE(M) > dege "dieci", VOCE(M) > boge "voce" (attenzione: FACERE > fàere "fare", con dileguo dell'intervocalica). Questa caratteristica non è unica del baunese: infatti, possiamo trovarla anche in altre varietà ogliastrine e del barbaricino centrale.
- Palatalizzazione di alcune C latine, soprattutto dopo consonante: PISCE(M) > pisce [ˈpiʃɛ] "pesce", DULCE(M) > dulce [ˈdultʃɛ] "dolce", QUI > cine [ˈtʃinɛ] "chi".
Come si può vedere, da un punto di vista consonantico, gli esiti sono spesso vicini a quelli italiani e campidanesi: cfr. it. pesce, dolce, sar. camp. pisci, durci, vs. logudorese pische /ˈpiskɛ/,  dulche/durche /ˈdulkɛ ~ ˈdurkɛ/. Tuttavia, ci sono anche delle eccezioni, dove il baunese-navarrese palatalizza anche in casi dove neanche il campidanese e l'italiano lo fanno: ad esempio, il baunese ha cine dove il campidanese propriamente detto ha chini,[11] il logudorese chie [ˈki.ɛ] e l'italiano chi. È da notare che nelle parlate della zona grigia, il pronome "chi" viene reso in modi diversi a seconda della varietà (ad esempio, alcuni paesi hanno cini).

## Cultura

### Istruzione
Nella frazione di Santa Maria Navarrese, vi è una sede del Centro Internazionale del fumetto, il Centro Studi fondato dallo scrittore Bepi Vigna, nativo di Baunei.

#### Musei

##### Museo storico etnografico
Il Museo espone ambienti tipici locali, vari oggetti e arredi tradizionali della storia di Baunei, riproponendo ai visitatori momenti interessanti della vita della comunità.

### Leggende

#### Golgo, lo Scultone e i fumetti
A San Pietro in Golgo, a pochi chilometri dalla chiesa omonima, si trova un'ampia e profonda voragine nota col nome di Su Sterru. Secondo una leggenda locale, anticamente un essere chiamato Scultone, simile a un drago e capace di uccidere chiunque incrociasse il suo sguardo, terrorizzava le popolazioni locali, ma l'intervento di San Pietro, che giunse in quei luoghi e, dopo aver usato l'accorgimento di guardare lo Scultone solo tramite un piccolo specchio, prese il mostro per la coda sbattendolo ripetutamente a terra, fece sì che il suolo cedette sotto il peso dello Scultone, che precipitò nella fenditura così originatasi. Questa leggenda è nota ai lettori del celebre fumetto Martin Mystère, dato che nella storia intitolata "Il mistero del nuraghe", il "detective dell'impossibile" si reca proprio in quei luoghi, discendendo nella voragine e affrontando a sua volta lo Scultone! La città di Baunei appare nella saga di Martin Mystère anche nella storia intitolato "La Macchina Invincibile": nella stessa voragine difesa dallo Scultone (la cui origine nel fumetto è di natura tecnologica essendo una mutazione generata da un apparecchio di un'antica civiltà) si trovava infatti una base, costruita da un gruppo di Atlantidei naufragati nella zona durante il conflitto con Mu, contenente un particolare prodotto della tecnologia atlantidea, chiamato dalla popolazione locale Grande Madre, una vera e propria arma in grado di restituire la mortalità a una cliente del Buon Vecchio Zio Marty. Aiutati da Bepi Vigna (personaggio che porta il nome dell'omonimo sceneggiatore Bepi Vigna e viene mostrato come gestore di un locale di Baunei veramente esistente, Il Muflone), i nostri riescono nella loro missione dopo un delicato procedimento, ma subito dopo il termine dell'operazione irrompono nella base prima Sergey Orloff, arcinemico di Mystère, quindi gli Uomini in Nero uno dei quali, clone di un atlantideo, uccide la cliente di Martin. Nel successivo scontro, che vede Orloff aiutare Mystère, un laser difensivo andato in corto circuito causa un disastro con l'esplosione della Grande Madre e il crollo della base. Solo Mystère e i suoi riescono a scappare (anche se il detective dell'impossibile è convinto che Orloff se la sia cavata). Alla fine Mystère e i suoi prendono commiato da Bepi Vigna, mentre al Cairo gli Uomini in Nero distruggono la villa della fu donna immortale dopo avere fatto sparire i preziosi reperti, di importanza incredibile in quanto provenienti da un'epoca ignorata dalla storia convenzionale.

## Cinema
Il territorio di Baunei, con le spiagge di Cala Sisine e di Cala Luna, è stato scelto come teatro delle riprese dei seguenti lungometraggi:
- Scarabea - Di quanta terra ha bisogno un uomo?, regia di Hans-Jürgen Syberberg (1969), con Walter Buschhoff, Nicoletta Machiavelli.
- Travolti da un insolito destino nell'azzurro mare d'agosto, regia di Lina Wertmüller (1974), con Mariangela Melato, Giancarlo Giannini.
- Travolti dal destino (Swept Away) diretto dal regista Guy Ritchie (2002) con protagonisti Madonna e Adriano Giannini, figlio di Giancarlo. Il film è un remake del precedente.
- Il signor Robinson, mostruosa storia d'amore e d'avventure, regia di Sergio Corbucci (1976), con Paolo Villaggio, Zeudi Araya.

## Geografia antropica

### Frazioni

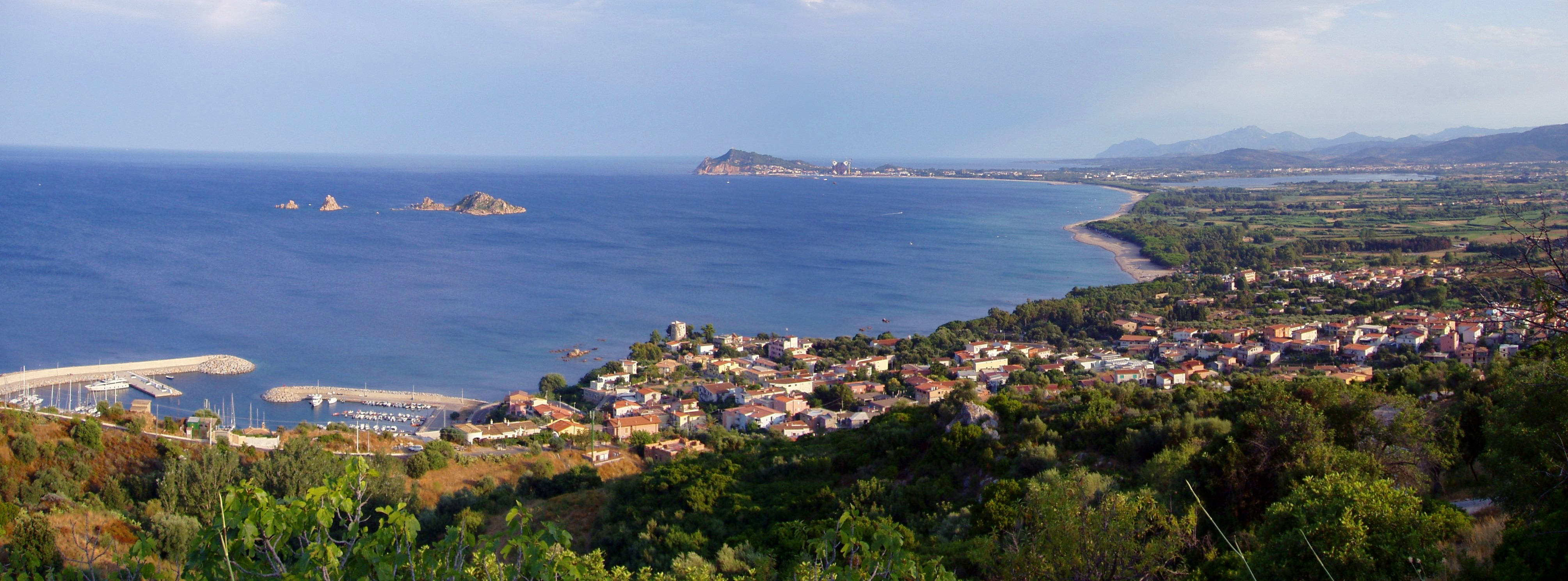
Santa Maria e il golfo di Arbatax visti da via Montes Tundus

#### Santa Maria Navarrese
La frazione è un luogo di vacanze e villeggiatura di crescente prestigio, con un porticciolo turistico e numerose ville che si affacciano sul Golfo di Arbatax. A circa un miglio nella rada splendono le rocce rosse porfiriche dell'isola dell'Ogliastra.
Una chiesetta spagnola dell'XI secolo dedicata a Santa Maria, è all'origine dell'aggettivo "Navarrese".
Nei pressi della chiesa si incontra un gruppo di imponenti olivastri millenari, un pozzo antico e la Torre che sovrasta la spiaggia centrale. La Torre fu edificata alla fine del XVIII secolo su un precedente posto di guardia spagnolo del XVI secolo. Di forma troncoconica, ha un diametro di base di 12 metri e un'altezza di 10 metri. I rioni di Santa Maria navarrese sono: Pedrassa, Ùlbai, Surrèle, Corte oes, S'olidone longu, Foddeddu, Taccerìe, Plammas, S'erriu mortu, Triccài, Baccu'e tidòri, Coil'ecciu.

## Infrastrutture e trasporti

### Strade
Baunei è servita dalla Strada statale 125 Orientale Sarda.

## Amministrazione
| Periodo          | Periodo         | Primo cittadino   | Partito                                 | Carica  | Note   |
| ---------------- | --------------- | ----------------- | --------------------------------------- | ------- | ------ |
| 17 novembre 1996 | 13 maggio 2001  | Angelina Corrias  | liste civiche di centro-sinistra        | sindaco | [ 14 ] |
| 13 maggio 2001   | 29 maggio 2006  | Angelina Corrias  | liste civiche di centro-sinistra        | sindaco | [ 15 ] |
| 28 maggio 2006   | 15 maggio 2011  | Salvatore Lai     | lista civica                            | sindaco | [ 16 ] |
| 15 maggio 2011   | 5 giugno 2016   | Salvatore Corrias | lista civica "Un Futuro in Comune"      | sindaco | [ 17 ] |
| 5 giugno 2016    | 10 ottobre 2021 | Salvatore Corrias | lista civica "Un Futuro in Comune"      | sindaco | [ 18 ] |
| 11 ottobre 2021  | in carica       | Stefano Monni     | lista civica "Per Baunei e Santa Maria" | Sindaco |        |